# Linsen mit Spätzle

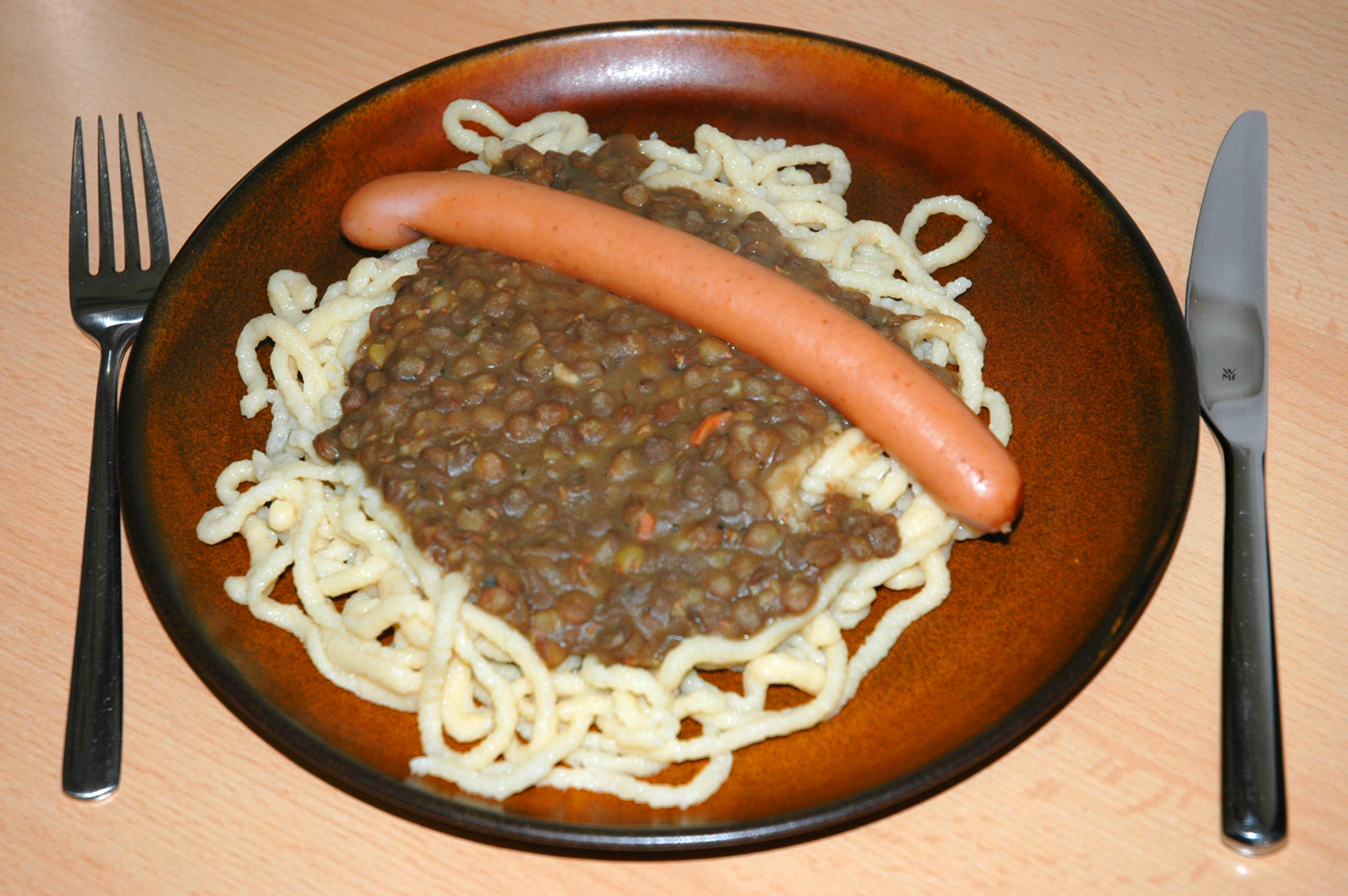
Linsen mit Spätzle y salchichas del tipo Saitenwürstchen (similares a las de Viena.

Los Linsen mit Spätzle (en alemán: "Lentejas con Spätzle") es un plato muy tradicional de la gastronomía de Suabia (sur de Alemania); se puede decir que es el plato nacional de la comarca de Suabia. Se suele comer acompañado con salchichas de Viena (Wiener Würstchen).

## Historia
Las  "Linsen mit Spätzle" es uno de esos platos que contienen el aroma de las tradiciones populares de la comarca. En el sur de Alemania se dice: "Arme-Leuts-Essen" que es como mencionar que el plato es típico de la gente humilde. Aunque la carne es un elemento importante de la cocina de Suabia, este plato contiene los ingredientes típicos de la cocina de la época, reuniendo los elementos característicos de la gastronomía de Suabia, como la pasta (Spätzle), las lentejas y el embutido.
Hoy en día se trata de un plato típico de invierno que se puede degustar en muchos de los menús de los restaurantes y posadas de los poblados de Suabia.